# Baureihe 628
Baureihe 628 (w Polsce oznaczone jako VT628) – dwuczłonowa seria SZT, napędzanych silnikami Diesla. Były produkowane w latach 1974–1995 przez niemieckie zakłady MAN AG, Waggon Union i DUEWAG w kilku wersjach, przeznaczona zarówno ruchu lokalnego, regionalnego, jak i międzyregionalnego. Poza Niemcami pojazdy te są eksploatowane również w Czechach, Rumunii i Kanadzie, a także w Polsce przez Arriva RP, Koleje Mazowieckie i Koleje Wielkopolskie.

## 628.0
W latach 1974–1975 w RFN powstało zapotrzebowanie na ekonomiczny, jak i wygodny spalinowy zespół trakcyjny o uniwersalnej charakterystyce. Odpowiedzią na zapotrzebowanie Deutsche Bundesbahn był podtyp VT628.0, najbardziej pierwotna seria 628.0.
Zbudowano więc zespół trakcyjny oparty w dużej mierze na rozwiązaniach stosowanych przy produkcji VT627, jak i wcześniejszych, udanych konstrukcji, jak choćby VT515 (Schienenbus). Budując tę serię pojazdów producenci bazowali na powerpacku MAN bądź KHD. Powerpack składał się z dwóch silników MAN D3256 o mocy 2 × 213 kW bądź KHD F12 L413 o mocy 2 × 221 kW, zblokowanych z hydrodynamiczną przekładnią biegową. Seria prototypowa obsługiwała głównie pociągi z Brunszwiku, na liniach w regionie Harz. Wyprodukowano około 12 egzemplarzy tego podtypu, jednakże głównie z powodu niewielkiej mocy i wieku zostają one powoli wycofywane z użytku.
Na przełomie 2005 r. 5 zestawów (628.008/018) zostało sprzedanych przez DB Regio Kolejom Mazowieckim. Otrzymały one początkowo warunkowe dopuszczenie do ruchu pod oryginalnym oznaczeniem (pierwotne dopuszczenie ważne było do 31 marca 2007), po czym pod zmienionym oznaczeniem otrzymały stałe dopuszczenie do ruchu. Koleje Mazowieckie przewidywały eksploatację tej serii do 2015 roku. Do tego czasu wycofano z eksploatacji trzy pojazdy serii VT628.0, natomiast szynobus VT628-009/019 nadal pozostawał w ruchu. 6 listopada 2017 roku pojazd przeszedł naprawę, która wydłużyła jego okres eksploatacyjny do 2023 roku. W marcu 2019 roku dwa pojazdy serii VT628 o numerach 003/013 i 008/018 zostały wystawione na sprzedaż przez Mazowiecką Spółkę Taborową. Dopiero rok później pod koniec lutego 2020 roku zostały zakupione przez Serwis Pojazdów Szynowych Piotr Mieczkowski Inowrocław

## 628.1
Powstały w 1981 jako modernizacja pociągów pierwszej serii produkcyjnej. Mimo zastosowania nowych mocniejszych silników DB OM 424 A o mocy 2 × 357 kW były konstrukcją nieudaną, głównie z powodu awarii. Wyprodukowano ogólnie 3 egzemplarze. Kursowały one w regionie Allgau (przydział Depo Monachium). W 2011 dwa zestawy o numerach 102 i 103 zostały sprzedane do Kanady firmie Sodema Inc. Société de gestion des équiquements publics de Charlevoix.

## 628.2
Wersja powstała w 1986 i produkowana aż do 1989 roku. Odznaczała się dużą niezawodnością, głównie ze względu na zmieniony power-pack DB OM 444 A o mocy 2 × 410 kW. Dzięki zastosowaniu 1 klasy możliwa była eksploatacja także w ruchu międzyregionalnym. Niektórym pojazdom tej serii podwyższono także prędkość maksymalną do 140 km/h. Wyprodukowano ogółem 150 zestawów.
Kursują obecnie między innymi w Szlezwiku-Holsztynie, Hesji, Mecklemburgii-Pomorzu Przednim, powoli jednak są wycofywane przez wprowadzenie do ruchu pojazdów serii Coradia Lint. Pojazdy eksploatuje Arriva vlaky oraz GW Train Regio, który posiada dwie jednostki.
Kilka niezmodernizowanych pojazdów eksploatuje przewoźnik RegioJet w kraju usteckim, szczególnie w okolicach miasta Uścia nad Łabą. Pojazdy eksploatowane przez Regio Jet są oznaczone oryginalnie jako seria 628. Ich eksploatacja w kraju usteckim jest tymczasowa i planowane jest wdrożenie na ich miejsce elektrycznych zespołów trakcyjnych Pesa Elf.Eu.

## 628.4
Wersja ta stanowiła rozwinięcie konstrukcyjne serii VT628.2 z mocniejszymi silnikami DB OM 444 A – 2 × 485 kW. Przeznaczona była jednak typowo dla ruchu lokalnego. Wiele pociągów tej serii kursuje u prywatnych przewoźników w Niemczech. W latach 1992–1996 wyprodukowano je w liczbie 309 sztuk. 
Rumunia zakupiła dwa wagony spalinowe 628 679 i 680, które zostały przekazane CFR w 1995 roku. I tam poddane szczegółowym testom. Były nawet używane w usługach międzymiastowych. Pojazdy pozostały wtedy w CFR. Jednak planowana produkcja licencyjna nie doszła do skutku, zamiast tego zakupiono 120 wagonów Desiro, które zostały sklasyfikowane jako seria CFR 96. 
14 lutego 2015 roku Arriva RP wypożyczyła zespół 628/928 435 od DB Regio. 17 maja jednostka wróciła do właściciela.
W kwietniu 2017 spółka Arriva RP pozyskała 3 pojazdy tej serii o numerach 619, 659 i 692 od spółki DB Regio, które przeszły polonizację. Od grudnia 2017 wszystkie 3 pojazdy zostały włączone w park taborowy Arrivy w Polsce. 1 czerwca 2018 roku jednostka 628 692 została wypożyczona tymczasowo Kolejom Wielkopolskim. 7 lipca pojazd powrócił do Arrivy.
W październiku 2018 roku spółka pozyskała 4 jednostkę tego typu o numerze 657.

## 628.9
Powstała w latach 1994–1995 jako zmodernizowana wersja VT628.4, z nowymi silnikami MTU 12 V 183 TD 12 o mocy 2 × 485 kW. Okazały się niezbyt udaną konstrukcją, dlatego zaniechano dalszej produkcji. Wyprodukowano ogólnie 5 sztuk.

## Galeria

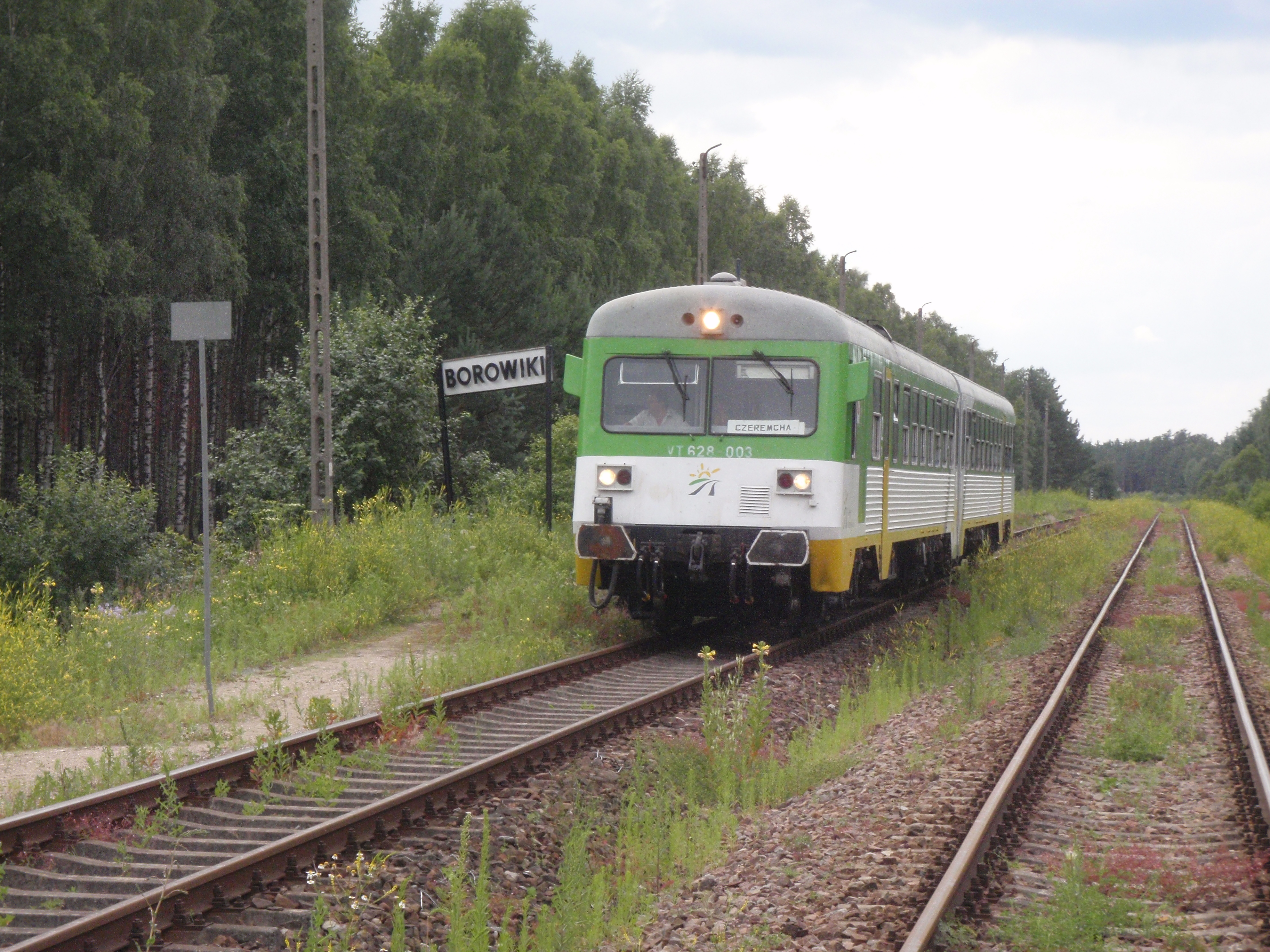
Pociąg Kolei Mazowieckich nr 70820 relacji Tłuszcz-Czeremcha prowadzony SZT VT628-003 odjeżdża z p.o. Borowiki
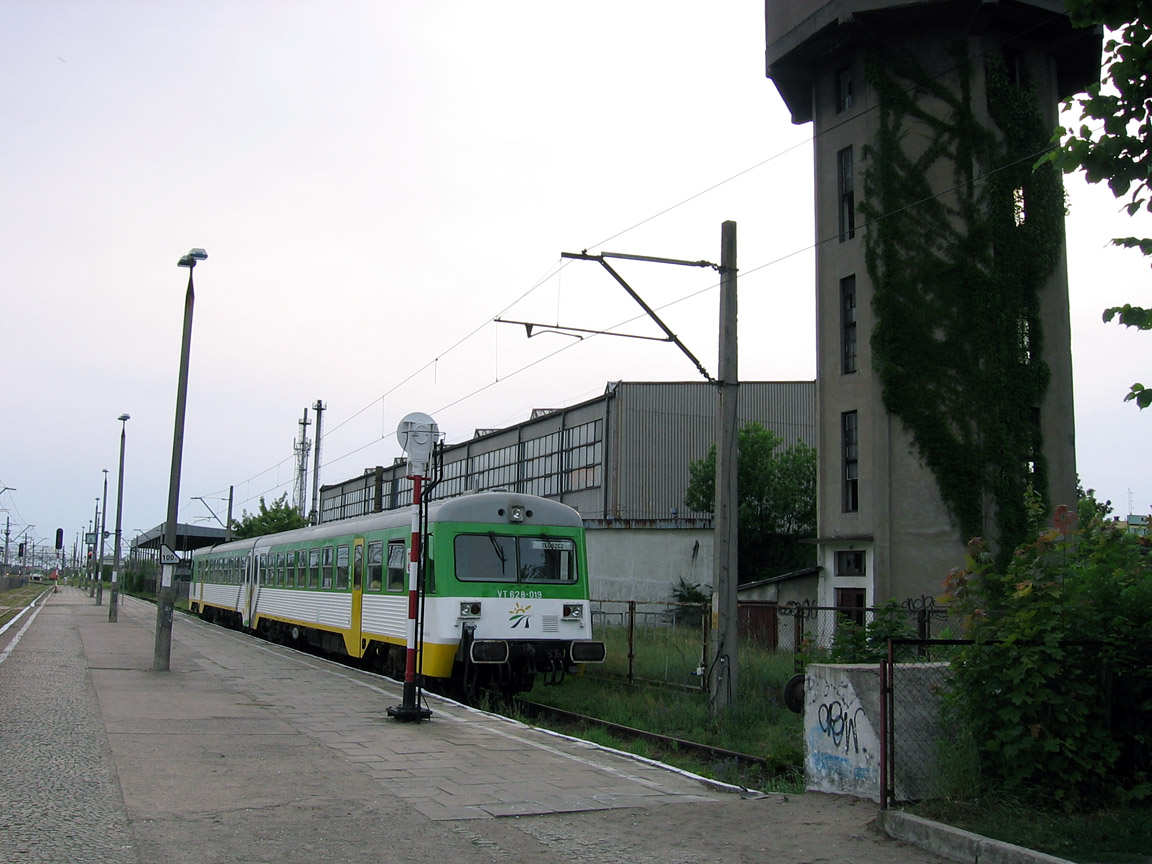
Ostrołęka, stacja kolejowa
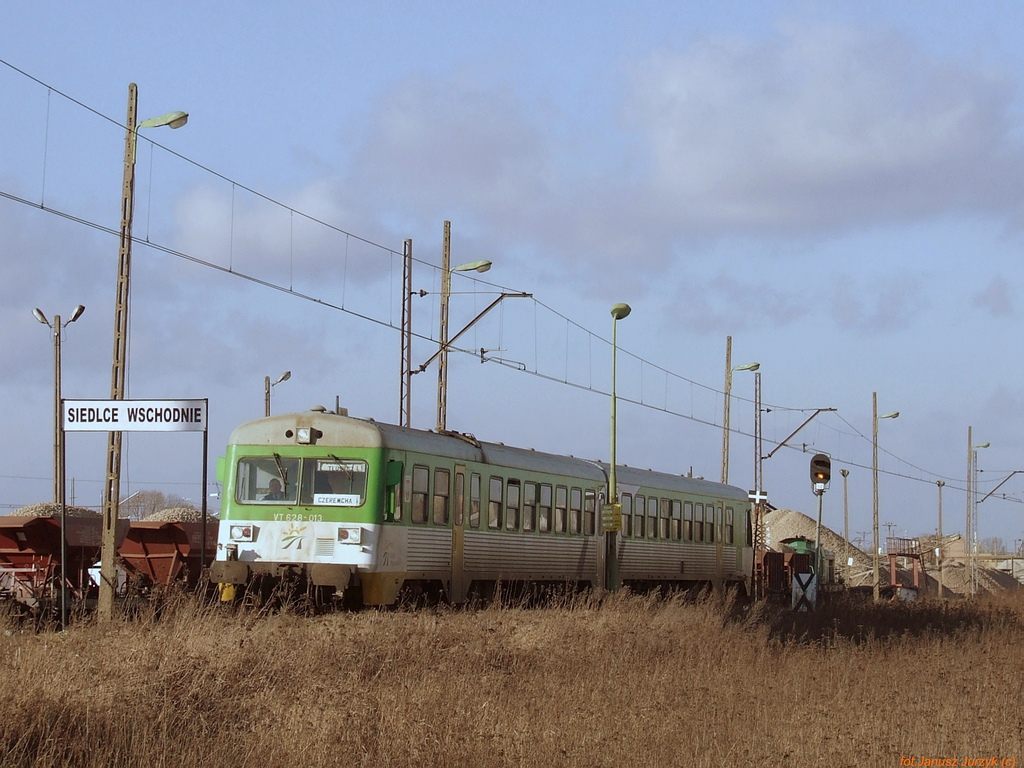
VT628 na przystanku Siedlce Wschodnie
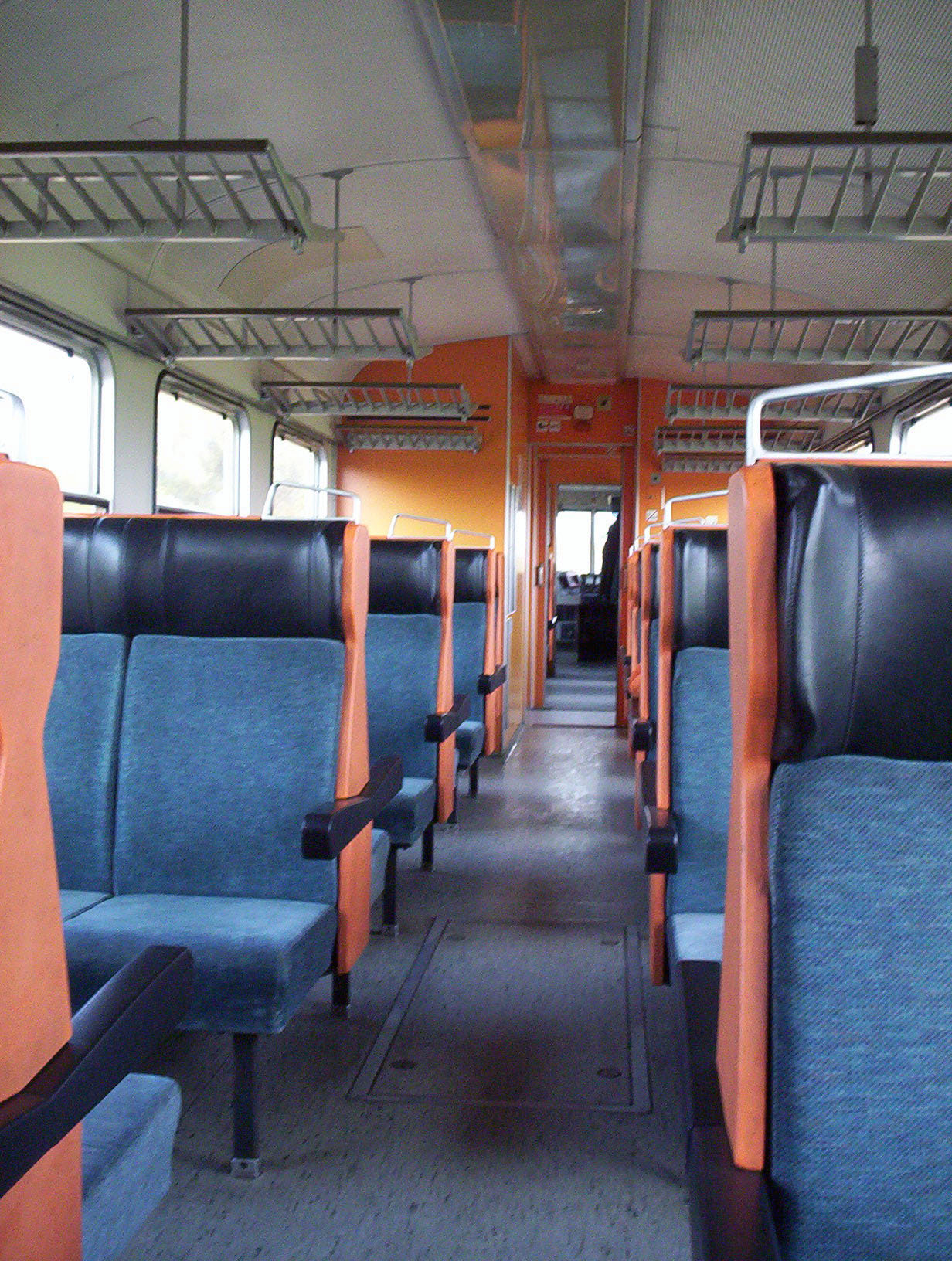
Wnętrze VT628-018 Kolei Mazowieckich
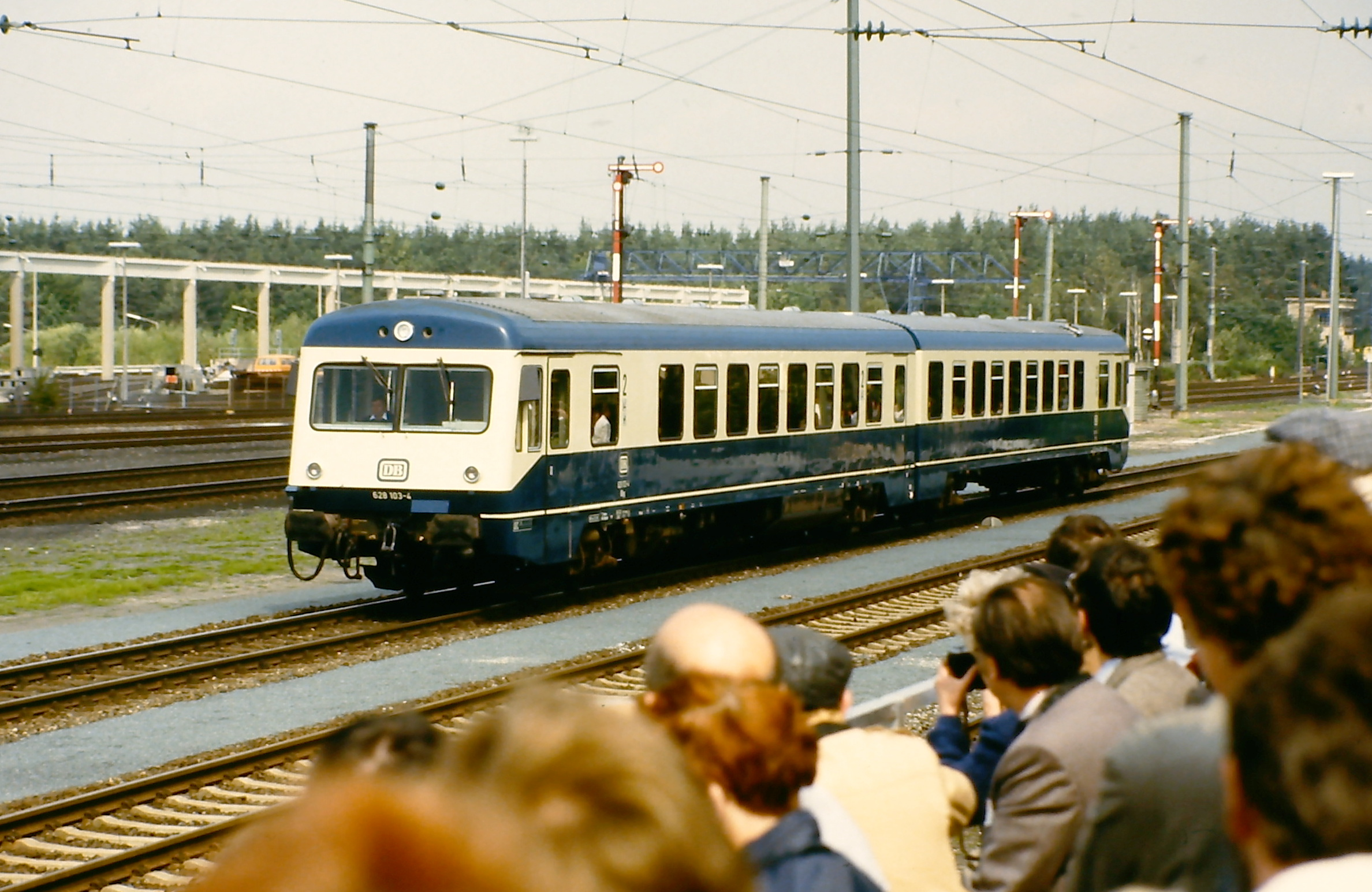
628 103
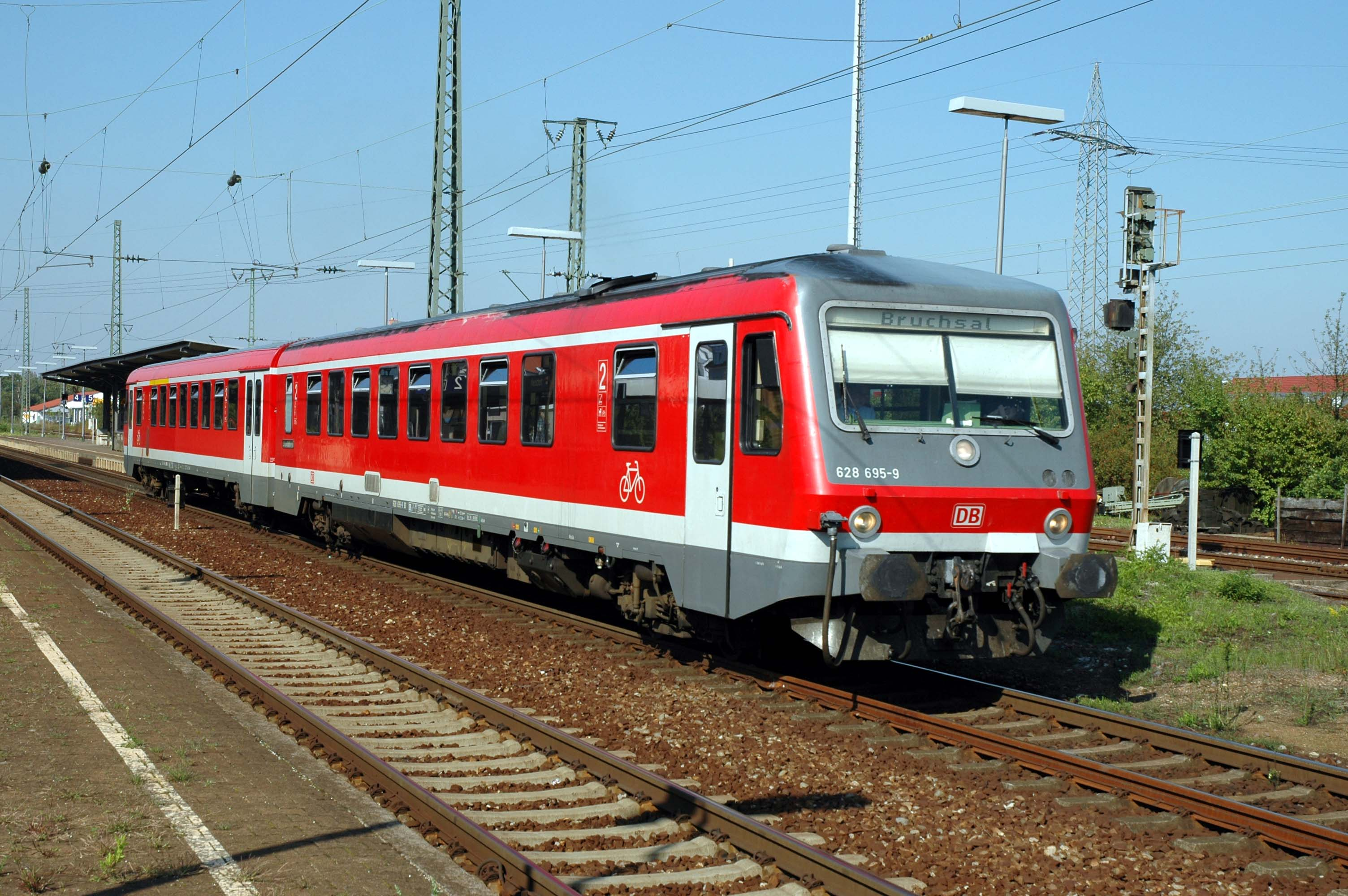
BR 628.2 nr 695 koło Graben-Neudorf
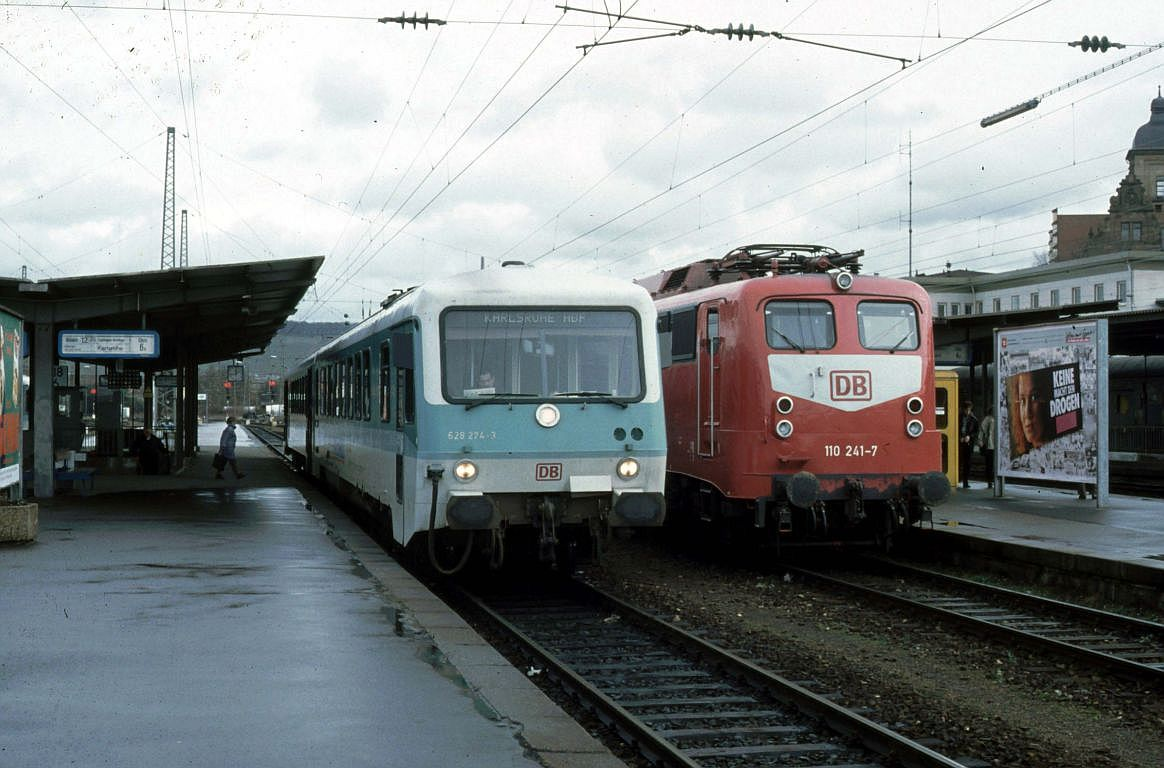
BR 628.2 nr 274 w Heilbronn
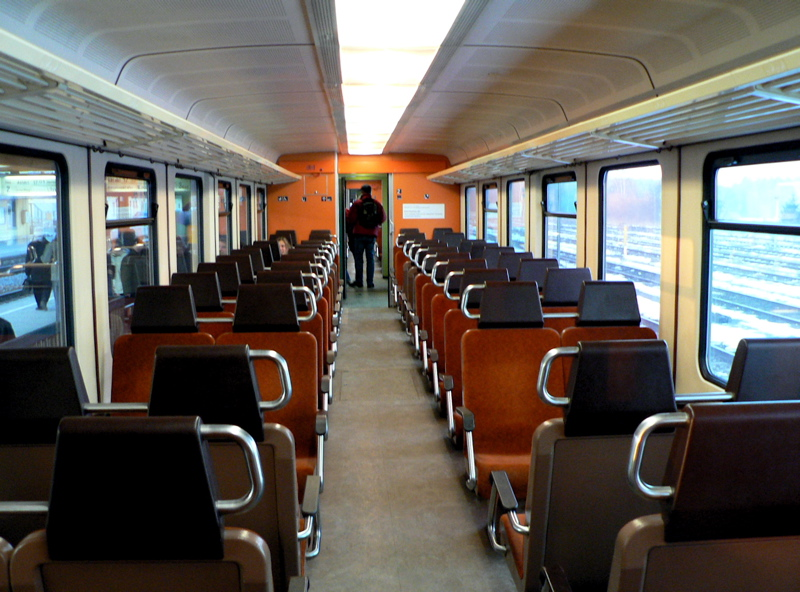
Wnętrze wersji BR 628.2
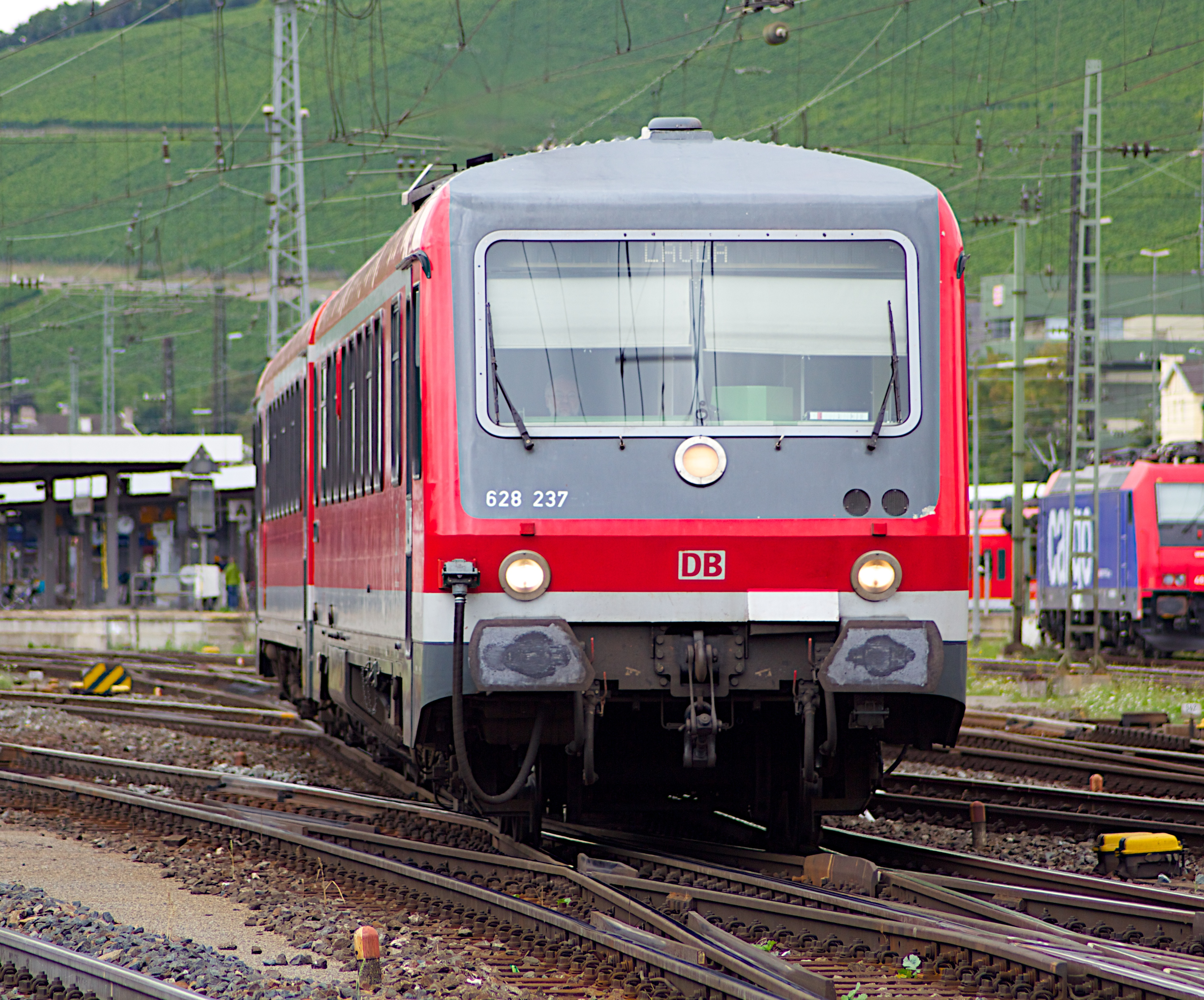
Zmodernizowana wersja VT628.4
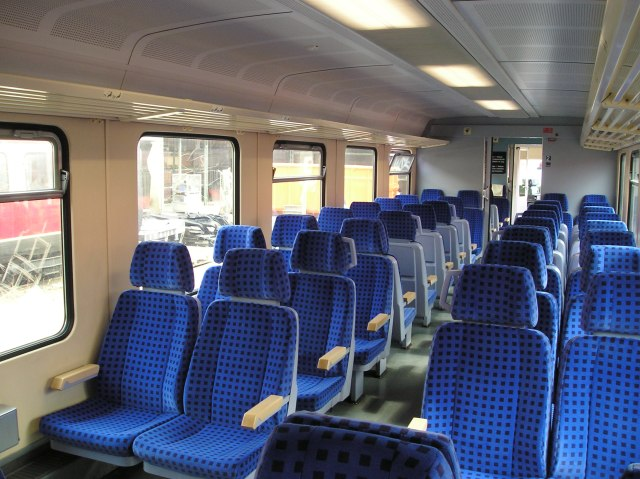
Wnętrze zmodernizowanej wersji 628.9
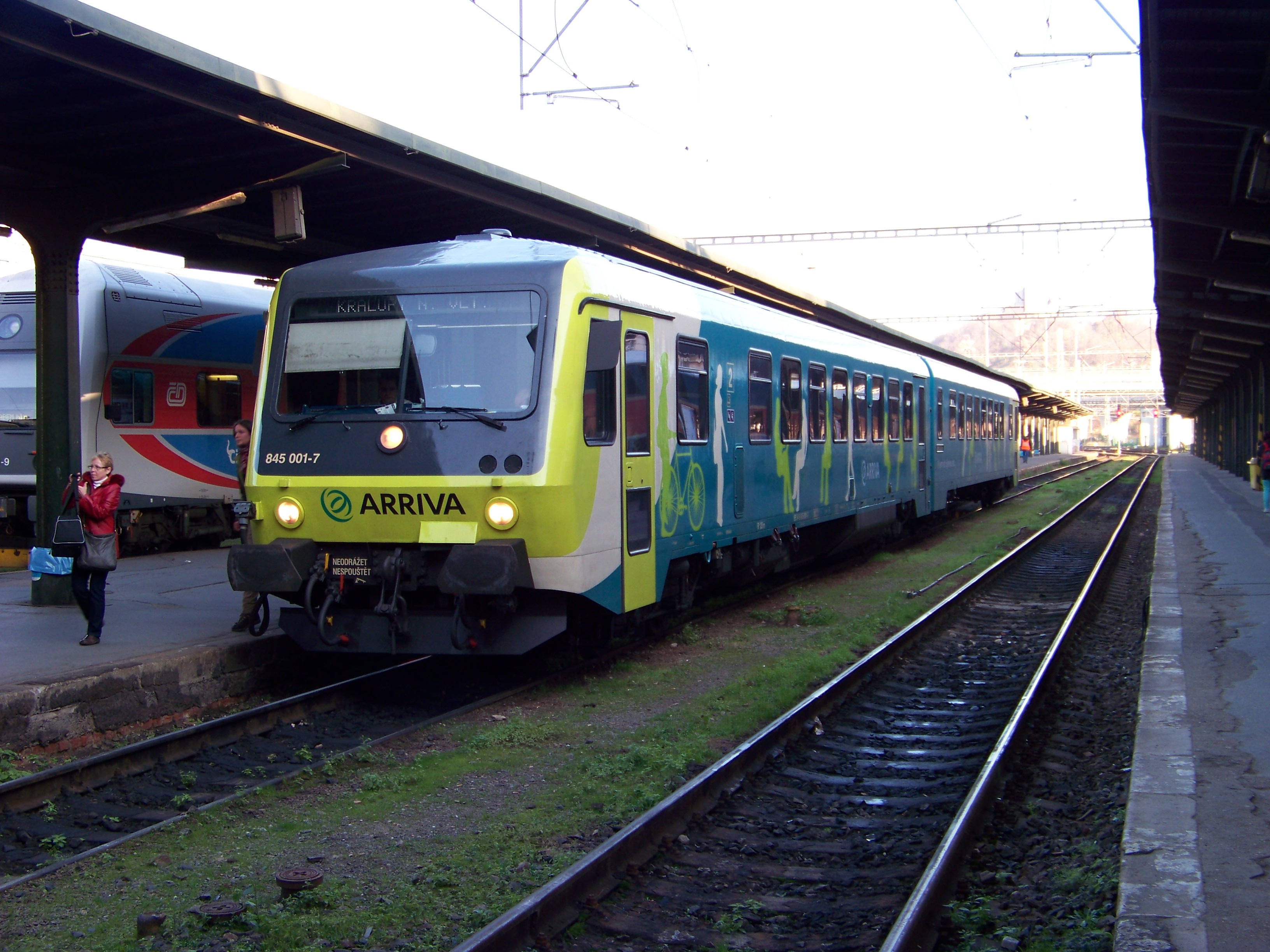
Jednostka serii 845 eksploatowana przez Arriva Vlaky w Czeskiej Republice
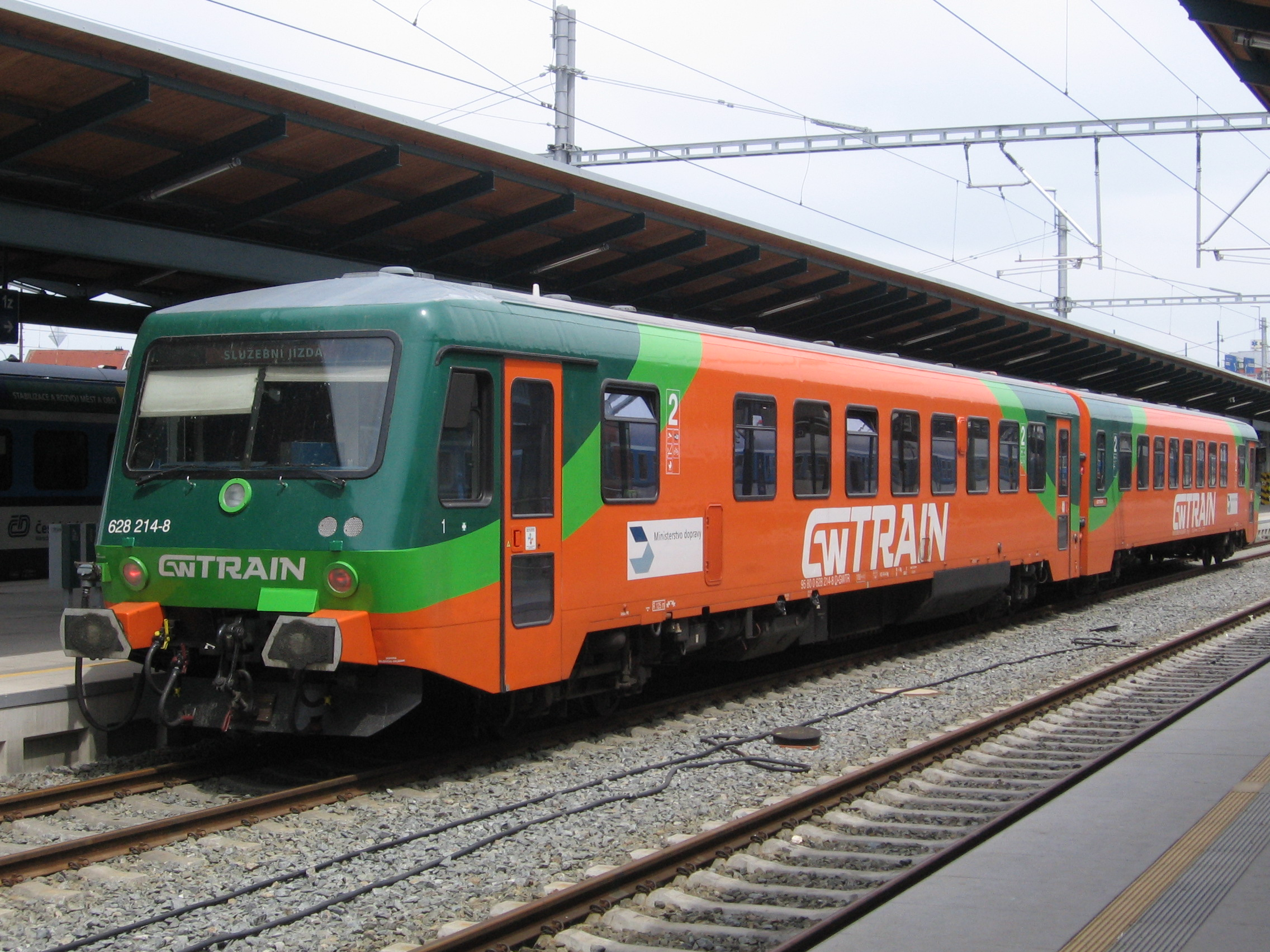
628 należący do GW Train Regio stoi na stacji w Pilźnie
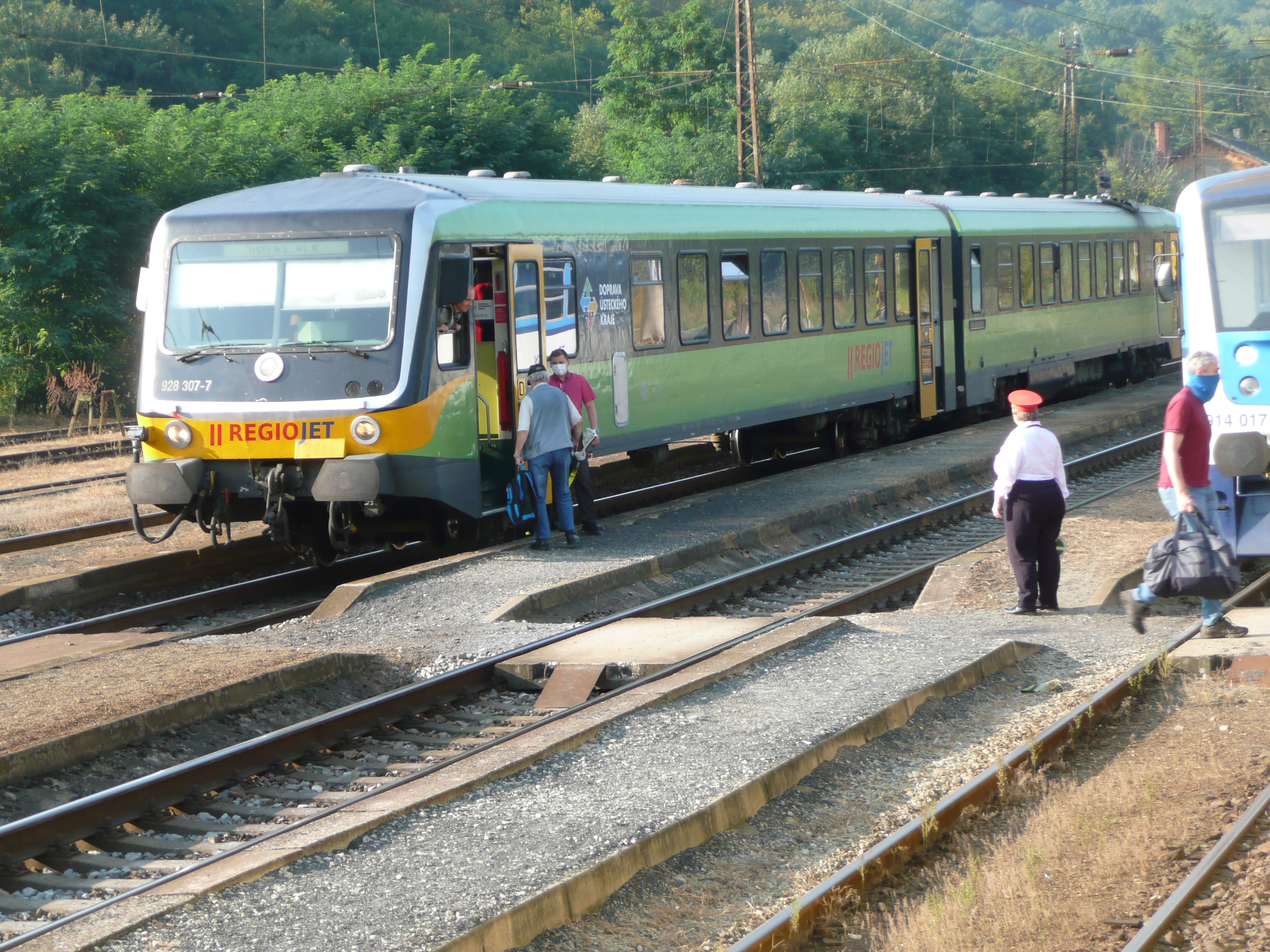
628/928 przewoźnika RegioJet (2020 rok).
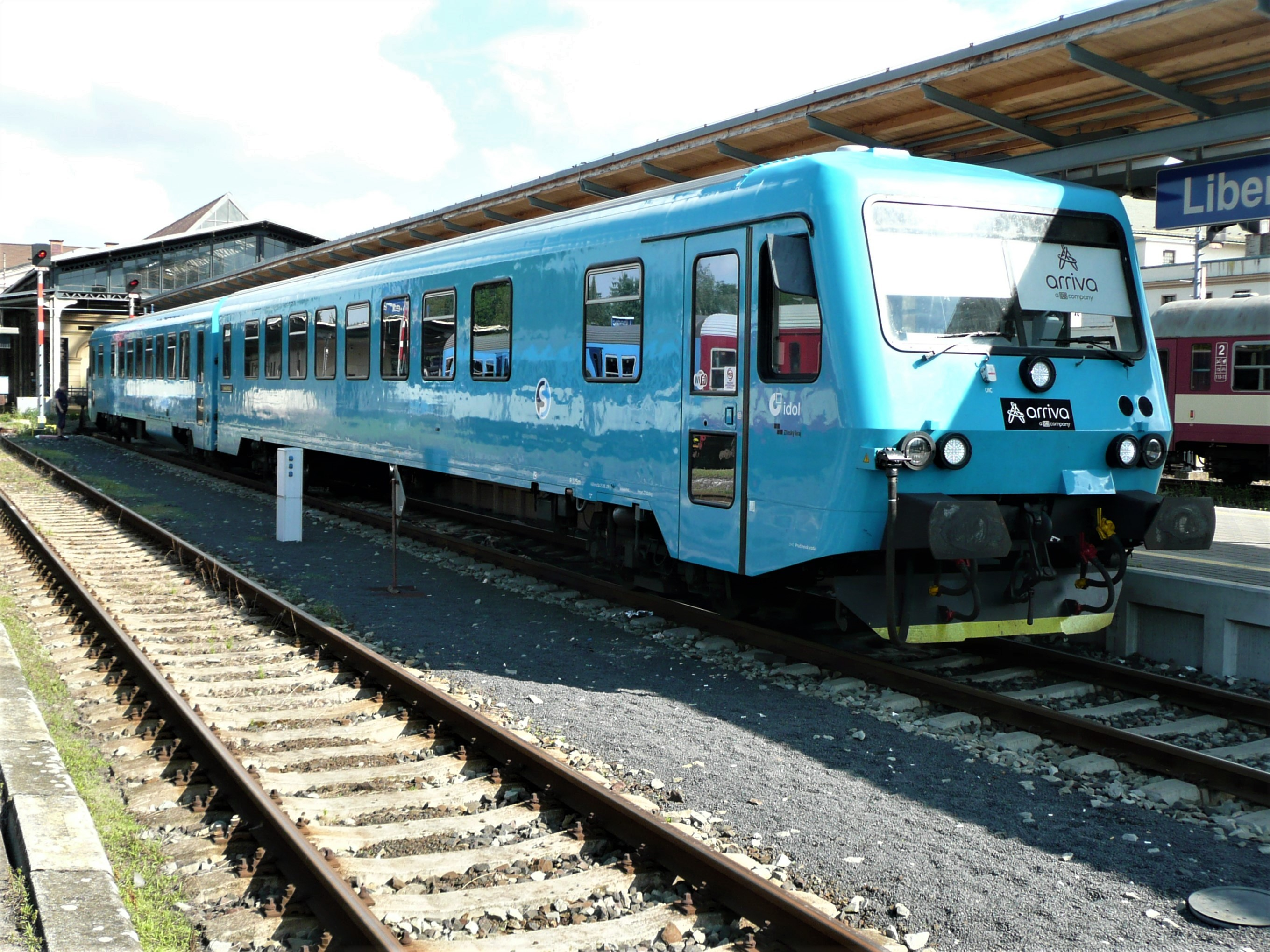
Jednostka 845 105 w nowym malowaniu Arrivy Valky w Libercu. (2020 rok)
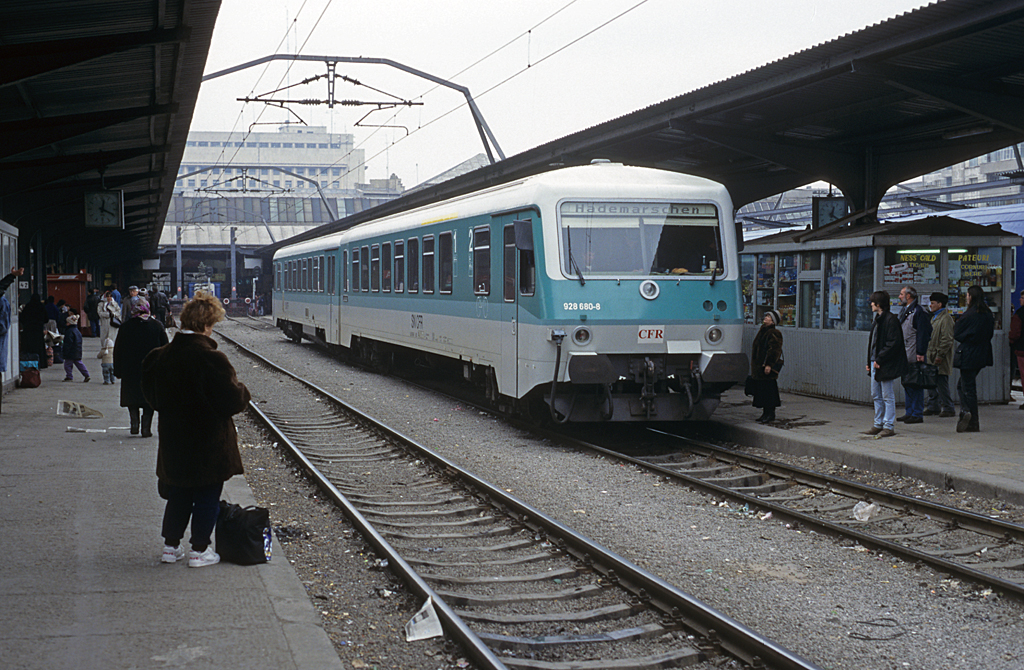
628 kolei CFR
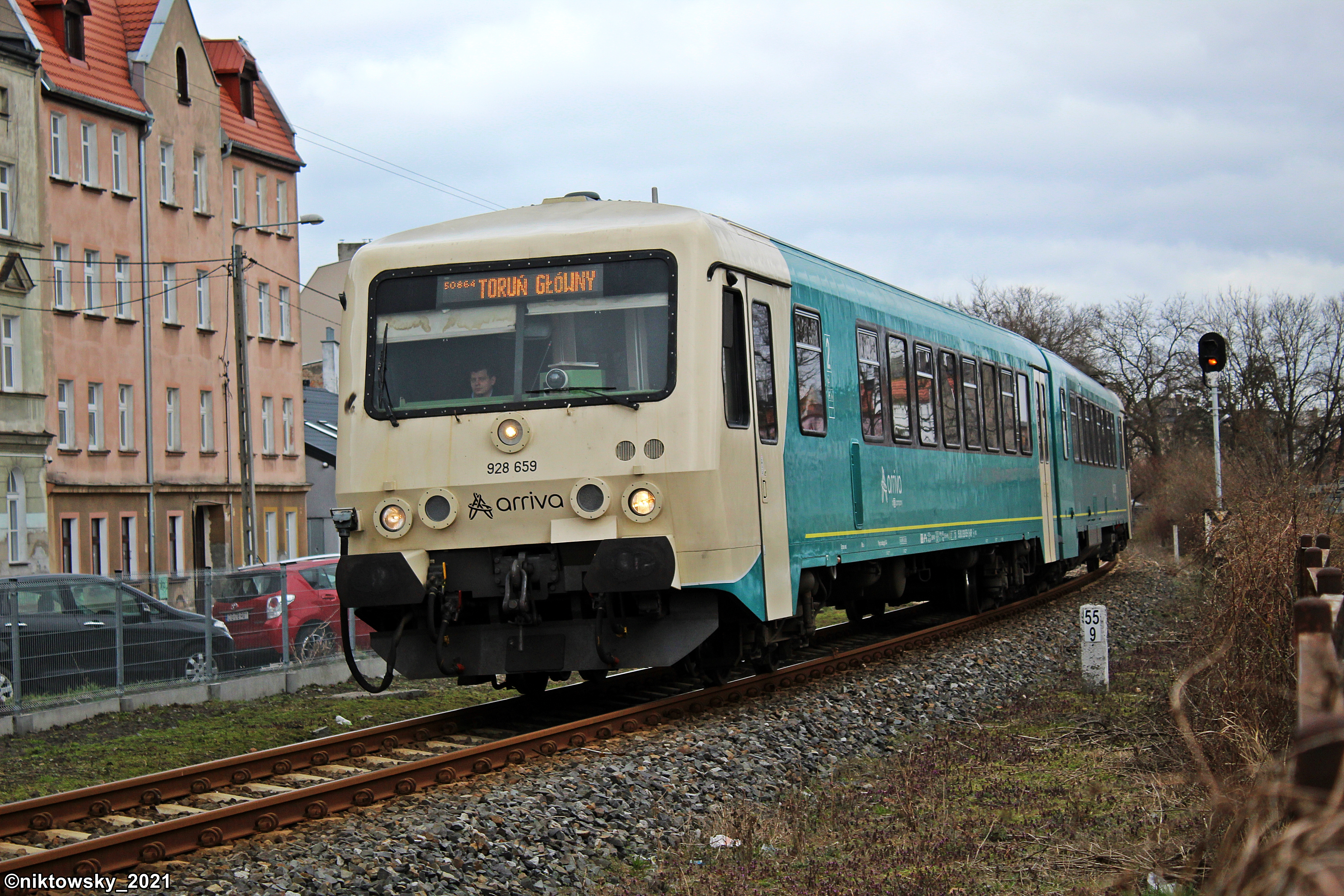
VT628/928 659 z pociągiem AR 50864 rel. Grudziądz - Toruń Główny za chwile przejedzie przez przejazd kolejowo-drogowy na ul. Bydgoskiej w Grudziądzu (6 kwietnia 2021 roku).
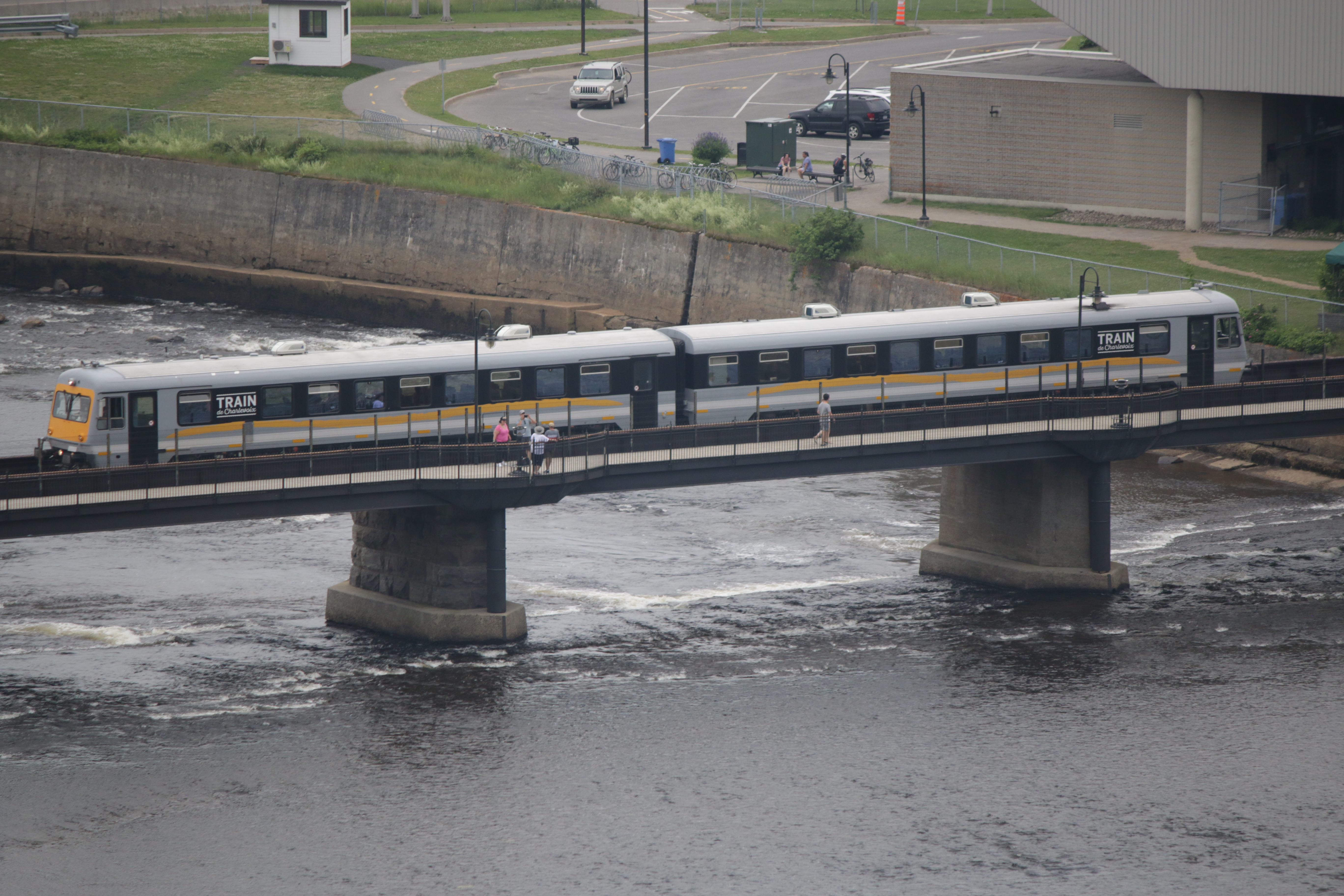
Kanadyjski 628.1/928.1 oznaczony jako Unit 1023/1026 nad wodospadem w Montmorency